# Мурдханья шакар
Шакар (षकार), пэта пхарйо ша (पेट फार्‍यो ष) — ша, буква деванагари, обозначает глухой ретрофлексный шипящий согласный [ʂ]. Конструктивно буква «ша» является модификацией буквы «па» (प). Графическое родство букв «па» и «ша» характерно для большинства индийских алфавитов. Акшара-санкхья — 6 (шесть).
- Шакар ранджана

## Нумерация Арьябхата
- ष (ша) - 80
- षि (ши) - 8000
- षु (шу) - 800000